# Simone Simons
Simone Johanna Maria Simons (Hoensbroek, 17 gennaio 1985) è una cantautrice olandese membro degli Epica, gruppo musicale symphonic metal olandese.

## Biografia

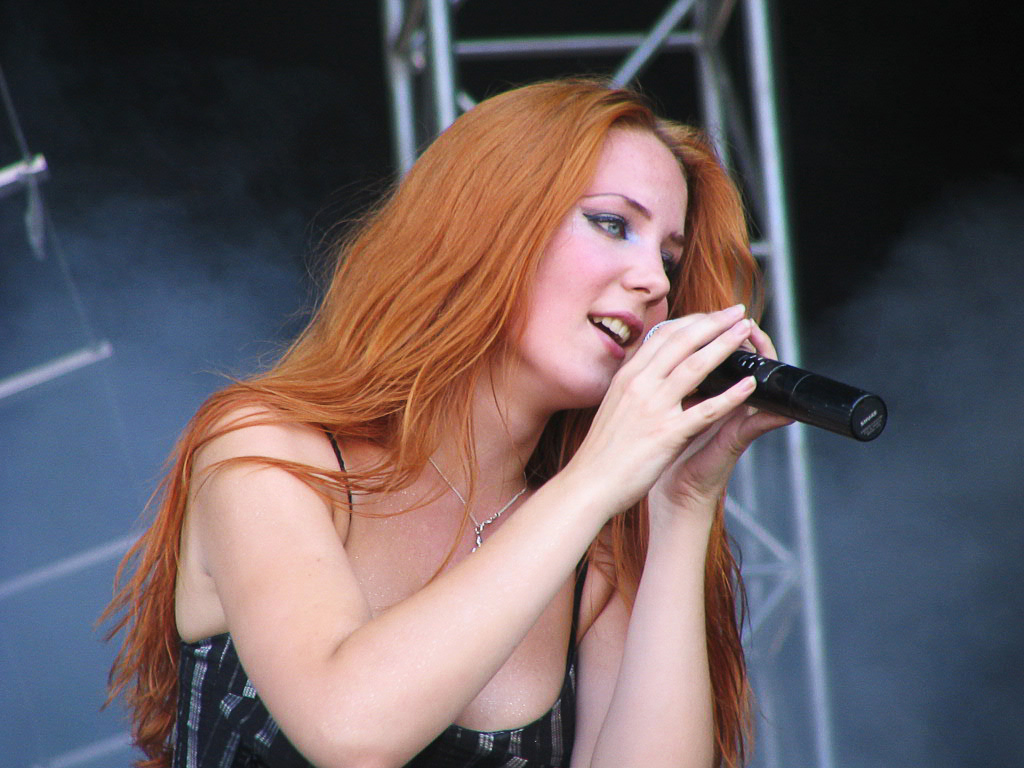
Simone Simons nel 2004

Nata a Hoensbroek, frazione di Heerlen nel Limburgo olandese non lontano dal confine con la Germania e il Belgio, all'età di dieci anni inizia a suonare il flauto, ma lo abbandona dopo due anni; allora decide di studiare canto jazz/pop, ma anche in questo ambito non si sente soddisfatta. All'età di 14 anni, dopo aver ascoltato Oceanborn dei Nightwish, decide di studiare canto lirico. Nel 2002 entra a far parte di un coro per due mesi e, nello stesso anno, entra negli Epica, band con cui ha fino ad ora pubblicato otto album in studio e quattro dal vivo.
Nel 2005 canta in un brano dell'album The Black Halo dei Kamelot; successivamente, presterà la sua voce anche in brani di Ghost Opera del 2007 e Poetry for the Poisoned del 2010.
Nel 2008 ha partecipato a Equilibrio, musical in stile opera rock ideato dagli Xystus, band metal olandese. Simons ha interpretato il ruolo di Lady Sophia, ente intellegibile creatore del mondo che guiderà l'umano Diegu (Bas Dolmans) nella lotta tra il Bene, rappresentato da Avelin (Michelle Splietelhof), e il Male, rappresentato da Primos (John Vooijs). Allo spettacolo hanno preso parte anche George Oosthoek nel ruolo di Morte, un coro, un'orchestra e un corpo di ballo. La rock opera è stata portata in scena in alcuni teatri olandesi ed è poi stata pubblicata sotto forma di CD+DVD live. Nel 2011 Simons canta nell'album Quarterpast dei MaYaN, progetto parallelo di Mark Jansen degli Epica.
Simons è stata scelta anche per partecipare a Karmaflow, la prima opera rock sotto forma di videogioco. Al progetto hanno partecipato anche altri tre membri degli Epica (Mark, Coen e Arien) e altri artisti della scena heavy metal, come Elize Ryd e Alissa White-Gluz. Simons ha interpretato la Creatrice in The Creator and the Destroyer, cantata assieme a Dani Filth.
Nel novembre 2014 ha partecipato al progetto Countermove registrando, assieme a vari altri artisti rock e metal olandesi, una cover di The Power of Love dei Frankie Goes to Hollywood; il ricavato del singolo è andato in beneficenza per un progetto della Croce Rossa. Un mese più tardi la Cats'n'Dolls Creations ha prodotto due bambole rappresentanti Simone Simons vestita con i costumi ufficiali del Requiem for the Indifferent World Tour, portanti la firma della stilista Ingeborg Steenhorst. La cantante ha messo all'asta le due bambole e i ricavati sono andati in beneficenza a un istituto olandese di prevenzione del cancro.
Nel 2017 ha interpretato il ruolo di The Counselor nel concept album The Source degli Ayreon, segnando la sua seconda collaborazione nel progetto (nel 2008 apparve in 01011001). A fine anno è stata coinvolta da Tarja Turunen nella registrazione di una cover di Feliz Navidad; assieme a loro hanno cantato anche Floor Jansen, Cristina Scabbia, Sharon den Adel, Hansi Kürsch, Michael Monroe, Elize Ryd, Timo Kotipelto, Marko Saaresto, Joe Lynn Turner, Doro Pesch e Tony Kakko. Il singolo è stato pubblicato l'8 dicembre e tutti i suoi ricavati sono andati in beneficenza a favore degli sfollati di Bermuda, isola caraibica devastata dall'Uragano Irma. L'etichetta discografica earMUSIC si è inoltre impegnata a raddoppiare la cifra raggiunta.
Il 15 settembre 2019 Simons ha preso parte a un concerto speciale tenuto dagli Ayreon per festeggiare il ventennale dall'uscita del terzo album Into the Electric Castle; in tale occasione ha cantato le parti vocali del personaggio Indian, originariamente affidato a Sharon den Adel. Il concerto è stato registrato e, il 27 marzo 2020, è stato pubblicato sotto forma di CD+DVD con il titolo Electric Castle Live and Other Tales. Nel 2020 Simons ha interpretato l'Angelo della Morte nell'album musicale Transitus degli Ayreon, pubblicato il 22 settembre dello stesso anno.
Il 23 agosto 2024 Simone Simons ha esordito come artista solista con l'album Vermillion, realizzato insieme a Arjen Anthony Lucassen (coautore e produttore dello stesso) e che presenta sonorità che uniscono industrial metal e rock progressivo, con contaminazioni di altre influenze. L'album è stato anticipato da tre singoli, ciascuno promosso anche con un video musicale: Aeterna (7 maggio), In Love We Rust (6 giugno) e R.E.D. (18 luglio). Contemporaneamente alla pubblicazione dell'album, inoltre, è stato diffuso il video di Cradle to the Grave, in duetto con Alissa White-Gluz.

### Vita privata

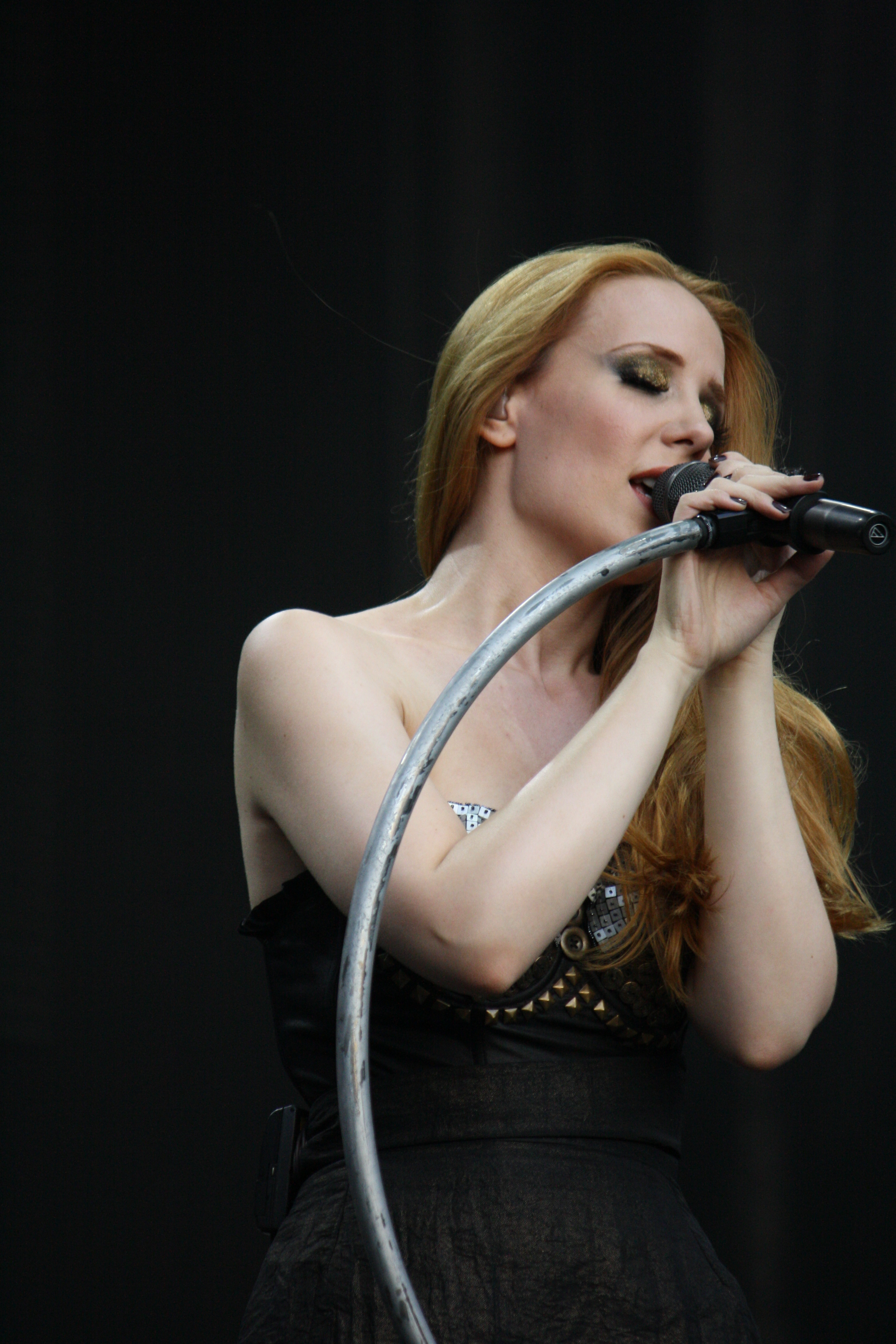
Simone Simons al Metalcamp 2013

È stata sentimentalmente legata a Mark Jansen per quattro anni. Dopo essersi lasciati, sono rimasti amici e hanno deciso di continuare a lavorare assieme negli Epica per non gettare al vento i traguardi ottenuti. Di ciò Simons ha parlato nel testo di Our Destiny, brano contenuto nell'album Design Your Universe.
Nel 2008 è stata costretta a interrompere l'attività dal vivo per qualche mese a causa di un'infezione da MRSA. La sofferenza di questo periodo buio è stata poi analizzata dalla cantante in Delirium, brano contenuto nell'album Requiem for the Indifferent.
Nel 2012 si è trasferita a Stoccarda, in Germania, assieme all'allora compagno Oliver Palotai, tastierista dei Kamelot e dei Sons of Seasons. I due hanno avuto un figlio il 2 ottobre 2013, Vincent. Nel dicembre dello stesso anno, la cantante ha rivelato di essersi da poco sposata con Palotai.
Simons ha dedicato il testo di Canvas of Life, brano di The Quantum Enigma, a una sua zia deceduta poco tempo prima. Il tragico evento è avvenuto più o meno contemporaneamente alla nascita del figlio della cantante, provocandole sia grande gioia che grande dolore, portandola a riflettere sul cerchio della vita.
A settembre 2015 suo padre ha avuto un infarto, cosa che ha portato la cantante a decidere di raggiungerlo nei Paesi Bassi. Poiché anche il tastierista Coen Janssen era assente per gravi motivi familiari, gli Epica sono stati costretti ad annullare il tour nordamericano allora in corso, ripreso successivamente nei primi due mesi del 2016. Nel frattempo, il padre di Simone si è ripreso.
Simons è una truccatrice diplomata e gestisce un blog chiamato "SmoonStyle", dove scrive di makeup, moda, cucina e vita privata. Ha inoltre collaborato, girando tutorial di make-up, con l'edizione tedesca di QVC; successivamente è stata una truccatrice e testimonial di MAC Cosmetics e L'Oréal, venendo anche ufficialmente invitata da quest'ultimo marchio al Festival internazionale del cinema di Berlino e al Festival di Cannes del 2019.

## Caratteristiche vocali

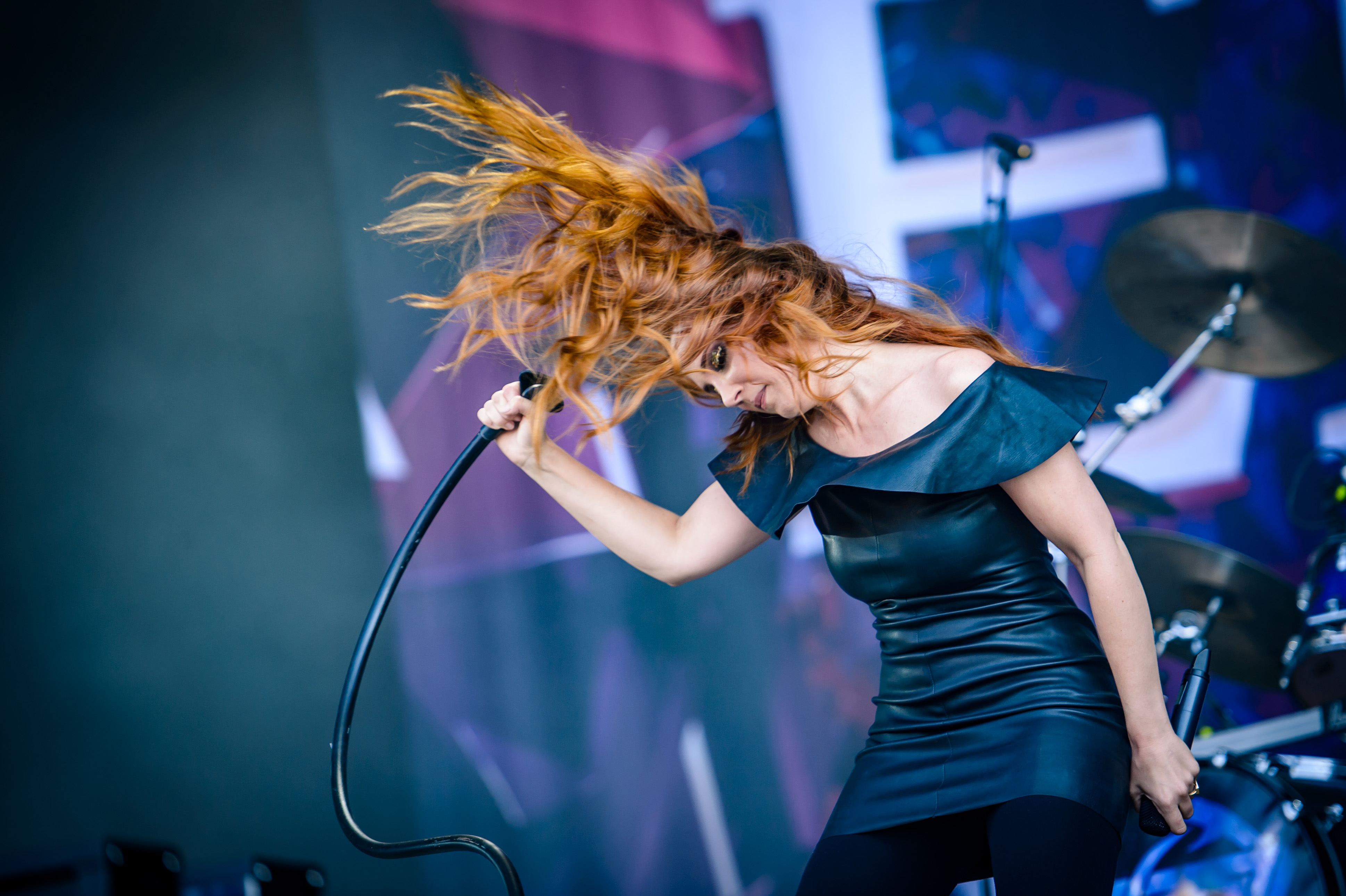
Simmons al Wacken Open Air 2018

Simone è in grado di usare sia l'impostazione moderna pop rock sia quella lirica e il suo timbro è caratterizzato da dolcezza, morbidezza e malleabilità. È famosa soprattutto per la sua espressività e per le sue abilità nell'uso del filato e della voce ariosa, ma è in grado di cantare anche con voce corposa e potente. Ha anche un'estensione di tre ottave, dal Re2 al Re5 in notazione europea (D3-D6 in notazione americana).
A inizio carriera si è definita un mezzosoprano, ma successivamente ha ammesso di essere in realtà un soprano. Dopo una pausa di quattro anni, ha ripreso a studiare seriamente canto a inizio 2014, avvalendosi dell'aiuto dei vocal coach del musical Equilibrio.
Simone annovera tra le sue influenze vocali Amanda Somerville, Tarja Turunen, Whitney Houston, Anneke van Giersbergen, Cristina Scabbia e Sharon den Adel.

## Discografia

### Da solista
- 2024 – Vermillion

### Con gli Epica
- 2003 – The Phantom Agony
- 2005 – Consign to Oblivion
- 2007 – The Divine Conspiracy
- 2009 – Design Your Universe
- 2012 – Requiem for the Indifferent
- 2014 – The Quantum Enigma
- 2016 – The Holographic Principle
- 2021 – Omega

### Collaborazioni
- 2003 – Aina – Days of Rising Doom, in Restoration
- 2005 – Kamelot – The Black Halo, in The Haunting (Somewhere in Time)
- 2007 – Kamelot – Ghost Opera, in Blücher e Season's End
- 2007 – Primal Fear – New Religion, in Everytime It Rains
- 2008 – Ayreon – 01011001, in Web of Lies
- 2008 – Xystus – Equilibrio, in Act 1 - My Song of Creation, Act 2 - Destiny Unveiled e Act 2 - God of Symmetry
- 2009 – Sons of Seasons – Gods of Vermin, in Fallen Family, Wintersmith e Fall of Byzanz
- 2010 – Kamelot – Poetry for the Poisoned, in House on a Hill, Poetry for the Poisoned, Pt. II: So Long ed in Poetry for the Poisoned, Pt. III: All Is Over
- 2011 – Sons of Seasons – Magnisphyricon, in Sanctuary
- 2011 – MaYaN – Quarterpast, in Symphony of Aggression, Mainstay of Society, Bite the Bullet, Drown The Demon e Sinner's Last Retreat
- 2014 – Timo Tolkki's Avalon – Angels of the Apocalypse, in High Above Me e Angels of the Apocalypse
- 2014 – Angra – Secret Garden, in Secret Garden
- 2014 – Countermove – The Power of Love, cover dei Frankie Goes to Hollywood
- 2015 – Karmaflow – Karmaflow: The Original Soundtrack, in The Creator and the Destroyer
- 2015 – Leaves' Eyes – King of Kings, in Edge of Steel
- 2017 – Ayreon – The Source, in The Day That the World Breaks Down, Sea of Machine, All That Was, Condemned to Live, The Dream Dissolves, Deathcry of a Race, The Source Will Flow e The Human Compulsion
- 2017 – Exit Eden – Rhapsodies in Black, in Frozen, cover di Madonna, e in Skyfall, cover di Adele
- 2017 – Tarja Turunen – Feliz Navidad, cover di José Feliciano
- 2020 – Ayreon – Electric Castle Live and Other Tales
- 2020 – Ayreon – Transitus, in Listen to My Story, Seven Days, Seven Nights, This Human Equation, Daniel's Vision e Your Story Is Over!
- 2023 – Apocalyptica – Rise Again
- 2023 – Kamelot – The Awakening, in New Babylon
- 2023 – Junge Bühne Sindelfingen – Die Schwarze Mühle, in Gesang der Schwäne
- 2024 – Charlotte Wessels – The Obsession, in Dopamine